# Se Auschwitz è nulla. Contro il negazionismo
Se Auschwitz è nulla. Contro il negazionismo   è un saggio storico di Donatella Di Cesare pubblicato in Italia dall'editore Il Melangolo nel 2012.

## Contenuto dell'opera
Il testo esamina il negazionismo con riflessioni politiche e filosofiche e nel suo manifestarsi. 
Si interroga su che cosa sia stato, sin dai suoi inizi, col decreto Notte e Nebbia (Nacht und Nebel), e sia, oggi, il negazionismo, specchio, in ognidove venga applicato, di un volto reazionario, in qualsivoglia forma e ambito, nei suoi effetti nefasti.